# Sonata fortepianowa nr 22 Beethovena
Sonata fortepianowa F-dur nr 22 op. 54 Ludwiga van Beethovena powstała w 1804 roku.
Składa się z dwóch części, których wykonanie trwa około 11 minut. Sonata nie posiada dedykacji.

## Części utworu
- In tempo d'un menuetto
- Allegretto

Utwór nie zawiera zwyczajowej części wolnej.